# 则祖乡
则祖乡，是中华人民共和国四川省凉山彝族自治州金阳县曾经下辖的一个乡。2021年1月12日，撤销则祖乡，将其所属行政区域划归派来镇管辖。

## 行政区划
则祖乡撤销前下辖以下地区：
则祖村、演丁子村、拉都村和三家寨村。